# Mittitjärnen (Anundsjö socken, Ångermanland)
Mittitjärnen är en sjö i Örnsköldsviks kommun i Ångermanland och ingår i Moälvens huvudavrinningsområde. Sjöns area är 0,04 kvadratkilometer och den befinner sig 290 meter över havet.